# Manipulator
Manipulator (njem. Manipulator, prema franc. manipulateur, izvedeno od manipule: rukovet, svežanj od lat. manipulus) je ručno upravljani uređaj za rad s predmetima s kojima je izravan dodir opasan ili nemoguć (popularno se zove i mehanička ruka ili robotska ruka). 
Razvijen je 1940-ih za potrebe rada s radioaktivnim tvarima u nuklearnim laboratorijima, a preteča je industrijskog robota, za razliku od kojih ne može raditi samostalno, bez sudjelovanja operatera (čovjek koji upravlja s njim). Mehaničkim manipulatorima izravno se prenose pokreti ljudskih ruku na mehanizam koji ponavlja zahvate prstiju. Za rad s težim predmetima ili na većim udaljenostima obično se koriste električni ili hidraulični manipulatori; tako na primjer u suvremenim kovačnicama užareni blok za vrijeme slobodnoga kovanja drži manipulator svojim čeljustima, a radnik ga daljinskim upravljanjem pomiče, zakreće i podiže prema potrebi. Osim toga, manipulator se koristi u industriji i znanstvenim laboratorijima za rad s opasnim kemikalijama, kulturama mikroorganizama i slično, za rad s mikroskopski malenim predmetima u mikrobiologiji, mikroelektronici i preciznoj mehanici, za precizan rad prilikom kirurških zahvata u medicini, za rad na visokim temperaturama, pod morem, u svemiru i drugo.